# Briefmarken-Jahrgang 1955 der Deutschen Bundespost
Der Briefmarken-Jahrgang 1955 der Deutschen Bundespost umfasste 22 Sondermarken und eine Dauermarke.

## Liste der Ausgaben und Motive
Legende
- Bild: Eine bearbeitete Abbildung der genannten Marke. Das Verhältnis der Größe der Briefmarken zueinander ist in diesem Artikel annähernd maßstabsgerecht dargestellt. Sollten keine Marken abgebildet sein, liegt es daran, dass das Urheberrecht des Künstlers noch nicht erloschen ist.
- Beschreibung: Eine Kurzbeschreibung des Motivs und/oder des Ausgabegrundes. Bei ausgegebenen Serien oder Blocks werden die zusammengehörigen Beschreibungen mit einer Markierung versehen eingerückt.
- Wert: Der Frankaturwert der einzelnen Marke in Pfennig. Ein „+“ bedeutet, dass es sich um eine Zuschlagsmarke handelt (= Frankaturwert + Spende).
- Ausgabedatum: Das Datum des erstmaligen Verkaufs dieser Briefmarke.
- Gültig bis: Das Datum, an dem die Gültigkeit endete.
- Auflage: Soweit bekannt, wird hier die zum Verkauf angebotene Anzahl dieser Ausgabe angegeben.
- Entwurf: Soweit bekannt, wird hier angegeben, von wem der Entwurf dieser Marke stammt.
- Mi.-Nr.: Diese Briefmarke wird im Michel-Katalog unter der entsprechenden Nummer gelistet.

| Sondermarken | |                  |                       |                   |             |                   |        |
| Bild         | Beschreibung | Werte in Pfennig | Ausgabe- datum (1955) | gültig bis        | Auflage     | Entwurf           | MiNr.  |
|              | 100. Todestag von Carl Friedrich Gauß (1777–1855) Mathematiker, Astronom, Geodät und Physiker | 10               | 23. Februar           | 30. Juni 1956     | 22.250.000  | Hermann Eidenbenz | 204    |
|              | Flugbeginn der Deutschen Lufthansa - Das Lufthansa Logo, ein stilisierter Kranich | 5                | 31. März              | 31. Dezember 1956 | 10.000.000  | Müller und Blase  | 205    |
|              | - Das Lufthansa Logo, ein stilisierter Kranich | 10               | 31. März              | 31. Dezember 1956 | 10.000.000  | Müller und Blase  | 206    |
|              | - Das Lufthansa Logo, ein stilisierter Kranich | 15               | 31. März              | 31. Dezember 1956 | 10.000.000  | Müller und Blase  | 207    |
|              | - Das Lufthansa Logo, ein stilisierter Kranich | 20               | 31. März              | 31. Dezember 1956 | 10.000.000  | Müller und Blase  | 208    |
|              | 100. Geburtstag von Oskar von Miller (1855–1934) Bauingenieur, Wasserkraftpionier und Begründer des Deutschen Museums | 20               | 7. Mai                | 30. Juni 1956     | 20.000.000  | Max Eugen Cordier | 209    |
|              | 150. Todestag von Friedrich Schiller (1759–1805) Dichter, Dramatiker, Philosoph und Historiker | 40               | 9. Mai                | 30. Juni 1956     | 5.000.000   | Karl Hans Walter  | 210    |
|              | 50 Jahre Kraftpost Historischer Kraftomnibus von 1906 | 20               | 1. Juni               | 30. Juni 1956     | 5.000.000   | Müller und Blase  | 211    |
|              | Landesausstellung Baden-Württemberg - Wappen von Baden-Württemberg | 7                | 15. Juni              | 30. Juni 1956     | 10.000.000  | Hermann Bentele   | 212    |
|              | - Wappen von Baden-Württemberg | 10               | 15. Juni              | 30. Juni 1956     | 10.000.000  | Hermann Bentele   | 213    |
|              | Forschungsförderung Das Weltall als Makrokosmos-Symbol über einem Atommodell als Mikrokosmos-Symbol | 20               | 24. Juni              | 30. Juni 1956     | 10.000.000  | Kurt Kranz        | 214    |
|              | 10 Jahre Vertreibung Gruppe von Heimatvertriebenen | 20               | 2. August             | 31. Dezember 1956 | 20.000.000  | Hahn und Lemcke   | 215    |
|              | 1000 Jahre Schlacht auf dem Lechfeld Das Ende der Ungarnkriege im Jahre 955 Das Wappen Augsburgs, der Reichsapfel mit Schwert und Pinienzapfen, getroffen von 3 Pfeilen | 20               | 10. August            | 31. Dezember 1956 | 5.000.000   | Ernst Göhlert     | 216    |
|              | Internationale Briefmarkenausstellung WESTROPA 1955 - stilisierte Brieftaube und Lupe | 10+2             | 14. September         | 31. Dezember 1956 | 2.000.000   | Hermann Bentele   | 217    |
|              | - stilisiertes Posthorn und Pinzette | 20+3             | 14. September         | 31. Dezember 1956 | 1.500.000   | Hermann Bentele   | 218    |
|              | Europäische Fahrplankonferenz in Wiesbaden Eisenbahnsignal vor symbolisierten Schienen | 20               | 5. Oktober            | 31. Dezember 1956 | 10.000.000  | Anton Stankowski  | 219    |
|              | 150. Geburtstag von Adalbert Stifter (1805–1868) Schriftsteller, Maler und Pädagoge | 10               | 22. Oktober           | 31. Dezember 1956 | 10.000.000  | Anton Stankowski  | 220    |
|              | 10 Jahre UNO (Vereinte Nationen) Das Emblem der UNO, stilisierter Weltkugel umrahmt von Lorbeerkranz | 10               | 24. Oktober           | 31. Dezember 1956 | 5.000.000   | Karl Hans Walter  | 221    |
|              | Helfer der Menschheit - Amalie Sieveking (1794–1859) Mitbegründerin der organisierten Diakonie | 7+3              | 15. November          | 31. Dezember 1956 | 3.500.000   | Hubert Berke      | 222    |
|              | - Adolph Kolping (1813–1865) Katholischer Priester und Begründer des Kolpingwerkes | 10+5             | 15. November          | 31. Dezember 1956 | 6.000.000   | Hubert Berke      | 223    |
|              | - Samuel Hahnemann (1755–1843) Arzt, medizinischer Schriftsteller und Übersetzer, er ist der Begründer der Homöopathie | 20+10            | 15. November          | 31. Dezember 1956 | 5.000.000   | Hubert Berke      | 224    |
|              | - Florence Nightingale (1820–1910) Britische Krankenschwester, sie gilt als Pionierin der modernen Krankenpflege, Ehrenmitglied in der American Statistical Association - Eine kleine Besonderheit stellt diese Marke insofern dar, dass der Vorname Florence fälschlich als Florentine gedruckt wurde | 40+10            | 15. November          | 31. Dezember 1956 | 1.600.000   | Hubert Berke      | 225    |
| Dauermarken  | |                  |                       |                   |             |                   |        |
| Bild         | Beschreibung | Werte in Pfennig | Ausgabe- datum (1955) | Gültig bis        | Auflage     | Entwurf           | Mi.-Nr |
|              | Als Ergänzung zu anderen Werten gedacht gleiches Motiv wie Marke von 1958 MiNr. 285, jedoch anderes Wasserzeichen | 1                | 1. Dezember           | 31. Dezember 1970 | 113.500.000 | Arthur Schraml    | 226    |